# إسماعيل حقي آل شاكر
إسماعيل حقي بن حسن أفندي آل شاكر (1897-1979)، وهو إداري وضابط عسكري عثماني من أصول تركية، شغل منصب رئيس المحكمة العسكرية في عهد المملكة العراقية.

## حياته ونشأته
ولد إسماعيل حقي عام 1314هـ/1897م، في محلة الدنكجية في بغداد وانتقلت عائلتهُ فيما بعد إلى محلة جديد حسن باشا، الواقعة في جانب الرصافة من بغداد، وتعلم الكتابة والقراءة في الكتاتيب وهو صغير ودرس على يد علماء بغداد، وبعد إكمالهِ لدراسته الأولية في مدارس بغداد سافر إلى إسطنبول لإكمال دراستهِ، والتحق  بالمدرسة الحربية العثمانية التي كانت تمثل الكلية العسكرية، وبعد تخرجهِ منها التحق بجيش الدولة العثمانية برتبة ملازم، وشارك في معارك الحرب العالمية الأولى. وفي تاريخ 6 كانون الأول 1925م، بعد انتهاء حملة بلاد الرافدين وسقوط بغداد، ونشوء دولة المملكة العراقية ألتحق بالجيش العراقي عند تأسيسهِ، وخدم كضابط برتبة ملازم أول في عدة وحدات عسكرية، وبعدها ترفع إلى رتب عالية، وحاز على مناصب قيادية وإدارية في جيش المملكة العراقية، ومن المناصب التي شغلها منصب قائد الفرقة الأولى في لواء الديوانية، وبعد ذلك شغل منصب رئيس المحكمة العسكرية في وزارة الدفاع، ثم أحيل على التقاعد في بداية عقد الخمسينيات برتبة عقيد.

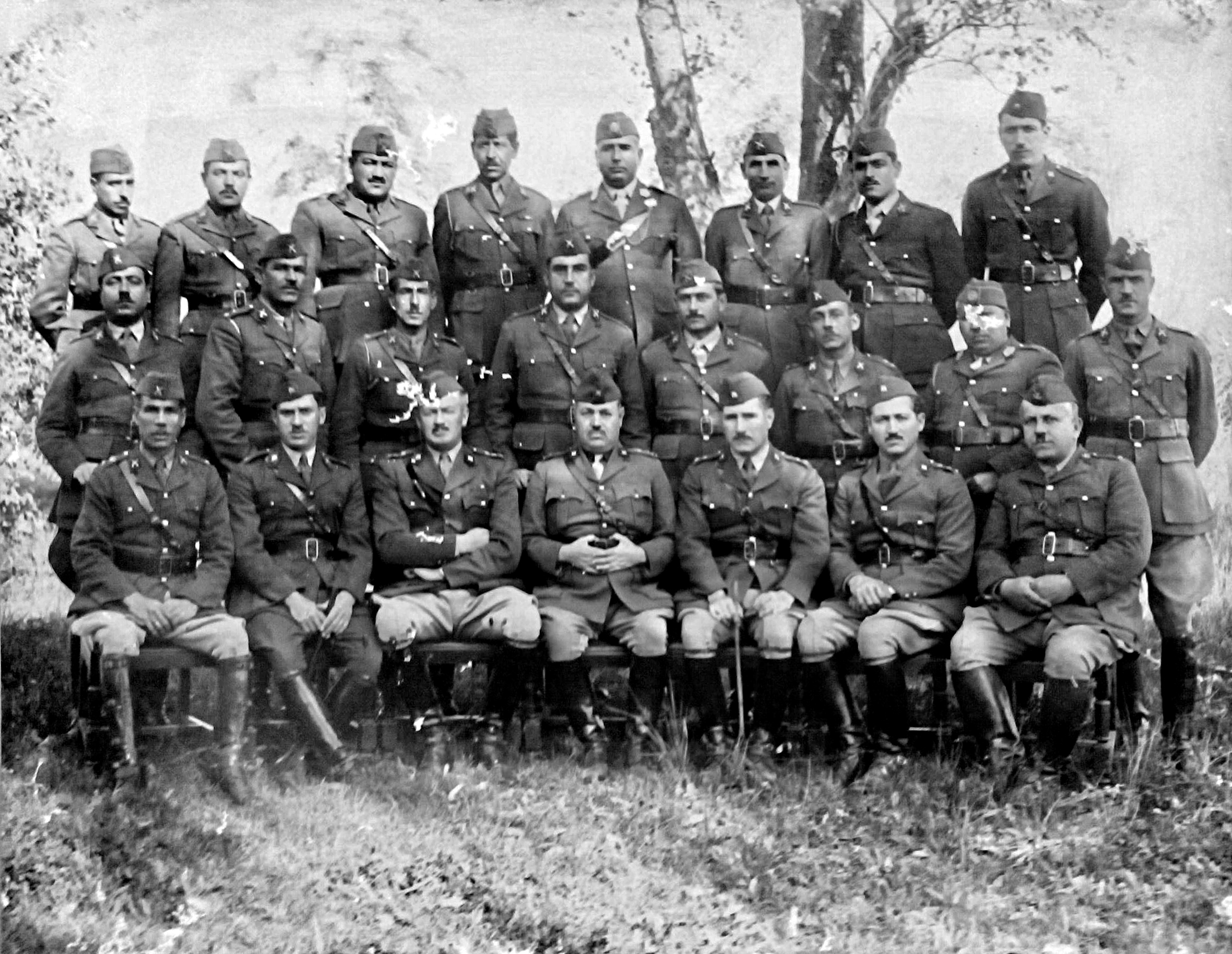
صورة التقطت في 10 شباط 1942 وفي دورة كلية الأركان العراقية وكان الجالس الأول من اليمين المقدم إسماعيل حقي آل شاكر، ثم المدرس الرئيس حسن ثم المقدم محمد نجيب الربيعي (الذي كان مدرسا في الدورة وصار رئيس مجلس السيادة ورئيس الجمهورية العراقية بعد ثورة 14 تموز في العراق)، وبعدهم الزعيم قاسم شكري مدير كلية الاركان ثم ضابط البعثة البريطانية، وغيرهم من الضباط القادة.

ينتسب إسماعيل حقي إلى عائلة بغدادية، وهي من أصول تركية ترجع بنسبها إلى القبائل العربية التي كانت تسكن بلاد الأناضول ( تركيا حاليا)، ولقد كان لعائلته مجلساً في بغداد يعرف بمجلس آل شاكر أفندي، وشغل والده حسن أفندي وعمه عبد الرزاق أفندي مناصب إدارية مهمة في الدولة العثمانية. وأخوهُ هو الإداري صالح زكي بك الذي شغل منصب رئيس كتاب في قسم الحسابات في وزارة الدفاع في عهد المملكة العراقية.
تزوج إسماعيل حقي، ولم يرزق بذرية، ولهُ الكثير من الخصال الحميدة الطيبة التي يشهد لهُ بها أقرباءه وأصحابه. وأكثر من السفر والترحال حيث سافر إلى تركيا مرات عديدة، وكان عضوا في جمعية الصداقة العراقية التركية،  وفي أواخر عقد الستينيات قرر السكن في مصر فسافر إلى القاهرة وأستقر فيها بضعة أشهر ثم عدل عن رأيه ورجع إلى بغداد وبقي فيها حتى وفاته عام 1979.

## وفاته
توفي في دارهِ الواقعة قرب شارع عمر بن عبد العزيز في بغداد يوم الثلاثاء الموافق 27 رمضـان 1399هـ/ 21 آب 1979م. وشيع في موكب عسكري مهيب ترافقهُ الموسيقى العسكرية في شوارع الأعظمية قرب دارهِ، ودفن في مقبرة الخيزران بالأعظمية.